# (5312) Schott
(5312) Schott est un astéroïde de la ceinture principale.

## Description
(5312) Schott est un astéroïde de la ceinture principale. Il fut découvert le 3 novembre 1981 à Tautenburg par Freimut Börngen. Il présente une orbite caractérisée par un demi-grand axe de 3,17 UA, une excentricité de 0,30 et une inclinaison de 2,8° par rapport à l'écliptique.

## Compléments